# Crystal Gold
Crystal Gold (16 de febrero de 1966) es una actriz pornográfica y modelo erótica estadounidense retirada.

## Biografía
Antes de entrar en la industria pornográfica, trabajó durante 12 años como instructora en un centro de zooterapia ayudando a niños con discapacidad a montar a caballo. Decidió entrar en la industria pornográfica en 1994, a los 28 años de edad.
Como actriz, ha trabajado en películas de productoras como VCA Pictures, AFVC, Rosebud, Vivid, Platinum, Prestige, Sin Bad, Metro, Digital Playground, Notorious o Leisure Time Entertainment, entre otras.
También destacó como modelo erótica, con posados para revistas como Fox, Hawk, Top Heavy, Leg Show o Hustler Busty Beauties.
El año de su debut como actriz porno grabaría la película John Wayne Bobbitt Uncut, protagonizada por la entonces estrella mediática John Wayne Bobbitt, que saltó a la fama después de que su mujer, Lorena Gallo, le cortara el pene mientras dormía.
La película se rodó después de que se popularizara su caso y tras pasar por una operación de nueve horas en la que los médicos consiguieron reinsertarle el miembro.
Algunos títulos de su filmografía son Boobtown, Adventures in Paradise 5, Anal Ecstasy, Babewatch 5, Bareback, Blondes Do it Better, Cybersex, Golden Love, Snatch Fever o Usual Anal Suspects.
Se retiró en el año 2000, con un total de 148 películas rodadas como actriz.